# Strangalia cambrei
Strangalia cambrei là một loài bọ cánh cứng trong họ Cerambycidae.